# Abdelkader Maâchou
Abdelkader Maâchou, né dans la Wilaya de Mascara, à Sougueur est un wali et fonctionnaire dans l'administration publique en Algérie.

## Biographie
Il est né le 4 janvier 1931 à Sougueur wilayas de Mascara, et était père d'un enfant.

## Études
Il a fréquenté successivement l'école primaire et le collège à Mostaganem. Ensuite, il a poursuivi les cours de l’école franco-musulmane de Tlemcen jusqu’à l’obtention du diplôme de fin d’année d’études de cet établissement scolaire en octobre 1952. Il s’inscrit alors à la faculté d'Alger et adhère au Parti du peuple algérien (PPA) et au MTLD (Mouvement pour le Triomphe des Libertés Démocratiques).
Il a eu comme condisciple à l'école franco-musulmane de Tlemcen, le défunt Moulay Belhamissi de Mazouna qui était de son vivant professeur d’histoire.

## Guerre d'Algérie
Quand la Guerre d'Algérie est déclenchée en 1954, il intègre les rangs du FLN où il participe aux côtés de Aïssat Idir à la fondation de l'UGTA (Union générale des travailleurs algériens). Il se rend ensuite à Tunis, où il tient successivement les cabinets de Ferhat Abbas et de Benyoucef Benkhedda, président l’un après l’autre du GPRA (Gouvernement Provisoire de la République Algérienne).
Muni d’un passeport tunisien, il effectue dans le cadre dans activités du GPRA des missions à l’étranger. Il a été condamné durant la guerre, pour atteinte à la sûreté de l'État, aux travaux forcés par l'administration coloniale française qui l'ont cherchés sans jamais pouvoir l’arrêter.

## Dans l'Algérie indépendante
À l'indépendance de l'Algérie en 1962, il travailla dans les services de la Présidence algérienne, puis, il est successivement responsable de plusieurs directions dans le secteur de l'énergie (Sonatrach). Après 1965, il occupa diverses fonctions dans le secteur de l'énergie avant de se retirer totalement de toute activité.
Il quitte ensuite l'Algérie pour la Suisse où il s'installa à Genève.

## Fonctions
Ses principales fonctions occupées sont :
1. Wali des Oasis (El-Oued, Ghardaïa, Illizi, Laghouat, Ouargla, Tamanrasset): (1964-1964).

## Itinéraire
| N° | Fonction                                                                   | Début           | Fin             |
| -- | -------------------------------------------------------------------------- | --------------- | --------------- |
| 01 | Wali des Oasis (El-Oued, Ghardaïa, Illizi, Laghouat, Ouargla, Tamanrasset) | 14 juillet 1964 | 5 décembre 1964 |

## Maladie et décès
Il est décédé le 13 juillet 2012 à son domicile de Genève (Suisse) à l'âge de 81 ans des suites d'une longue maladie.
Il a été inhumé le 15 juillet 2012 au cimetière Saint-Georges de Genève.